# میتسویی اند کو.

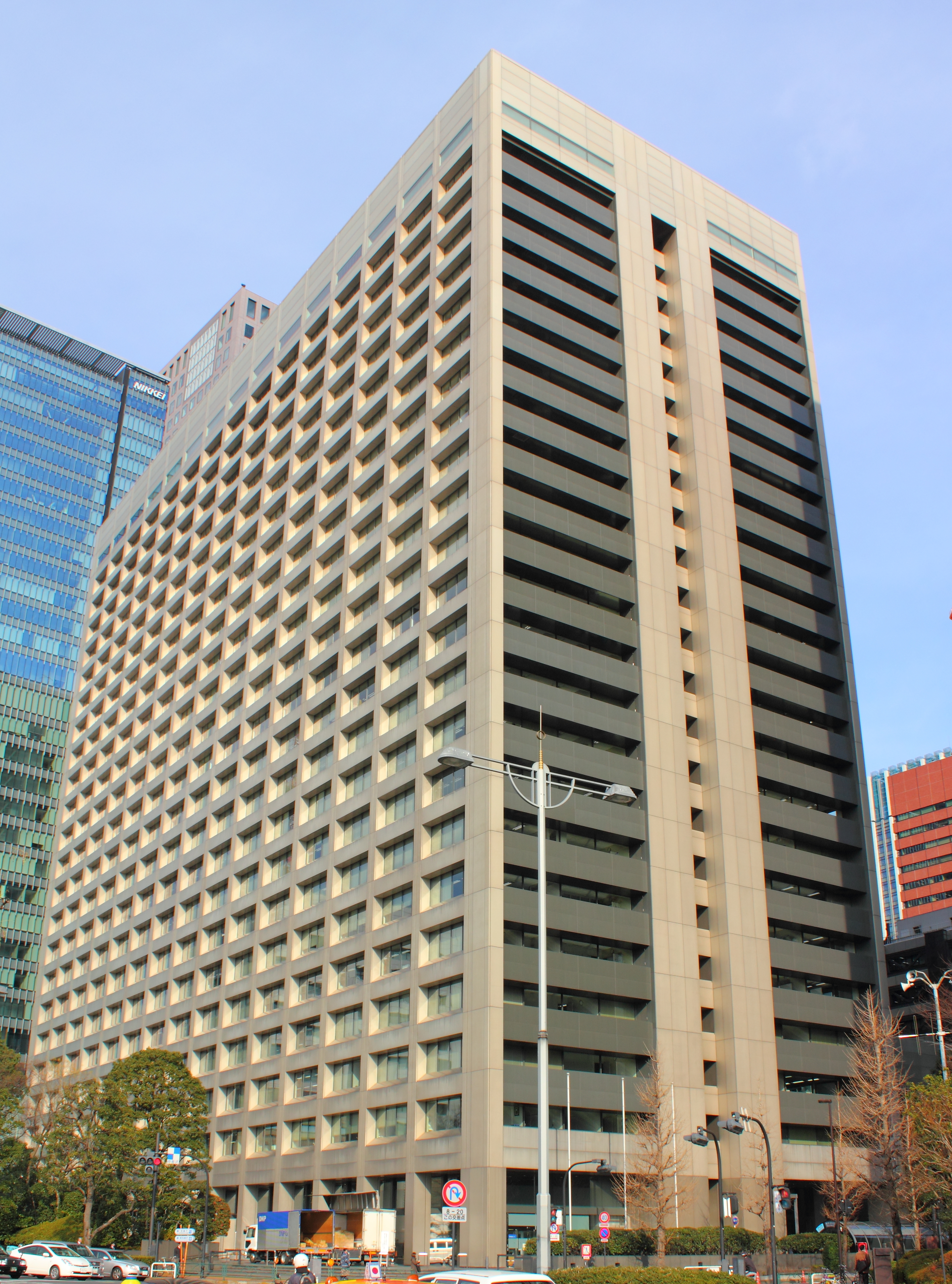
ساختمان مرکزی میتسویی اند کو

میتسویی اند کو. (به ژاپنی: 三井物産) شرکت هلدینگ بازرگانی ژاپنی است، که بخشی از گروه میتسویی به‌شمار می‌آید. این شرکت در حوزه‌های انرژی، ماشین‌آلات صنعتی، صنایع شیمیایی، صنایع غذایی، نساجی، خدمات مالی و لجستیکی فعالیت می‌کند.
ریشه‌های تأسیس شرکت میتسویی اند کو به سال ۱۸۷۶ بازمی‌گردد، که ۱۶ سرمایه‌گذار ژاپنی که در صدر آنها ماسودا تاکاشی قرار داشت، اقدام به تشکیل این شرکت تجاری نمودند. پس از پایان جنگ جهانی دوم در حالی‌که این شرکت یکی از قطب‌های تجاری و صنعتی ژاپن محسوب می‌شد، با دستور فرمانده عالی متفقین منحل گردید. سپس در سال ۱۹۴۷ یکی از کارکنان اسبق شرکت میتسویی بنام تاتسوزو میناکامی بار دیگر این شرکت را ابقاء نمود.
دفتر مرکزی این شرکت در شهر توکیو قرار دارد و دارای ۱۵۱ دفتر در ۶۵ کشور جهان می‌باشد. هم‌اکنون بخشی از سهام شرکت میتسویی اند کو در بازارهای بورس توکیو و بورس اوساکا معامله می‌شود، همچنین جزئی از شاخص نیکی ۲۲۵ به‌شمار می‌آید.